# بوب بليث
بوب بليث (بالإنجليزية: Bob Blyth)‏ (16 أكتوبر 1869 في المملكة المتحدة - 7 فبراير 1941 في المملكة المتحدة) هو مدرب كرة قدم ولاعب كرة قدم بريطاني (وحمل سابقاً جنسية المملكة المتحدة لبريطانيا العظمى وأيرلندا) في مركز نصف الجناح. لعب مع بريستون نورث إيند ونادي بورتسموث ونادي دندي ونادي رينجرز ونادي ميدلزبره وMiddlesbrough Ironopolis F.C. ‏.